# Abaetetuba
Abaetetuba is een gemeente in de Braziliaanse deelstaat Pará. De gemeente telt 153.380 inwoners (schatting 2017).

## Aangrenzende gemeenten
De gemeente grenst aan Barcarena, Igarapé-Miri, Moju en met het eiland Marajó met de gemeenten Muaná en Ponta de Pedras.

## Galerij

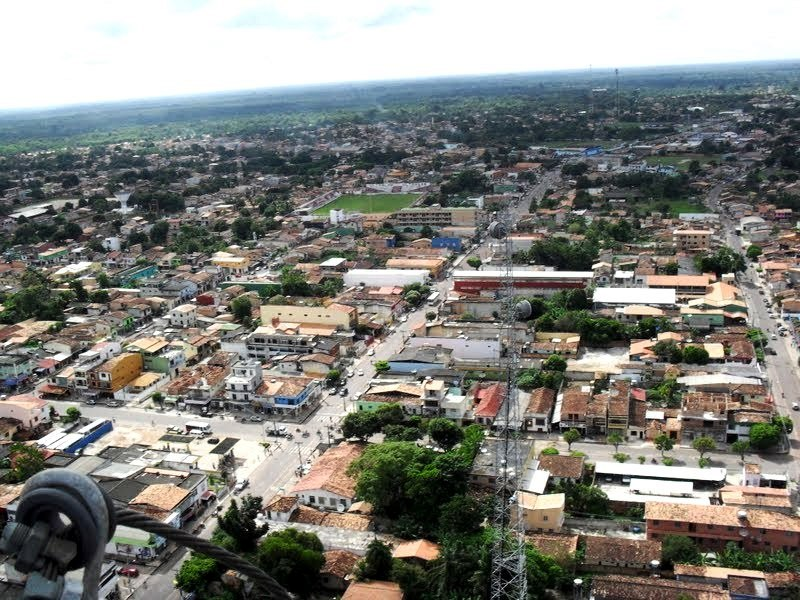
Het centrum van Abaetetuba
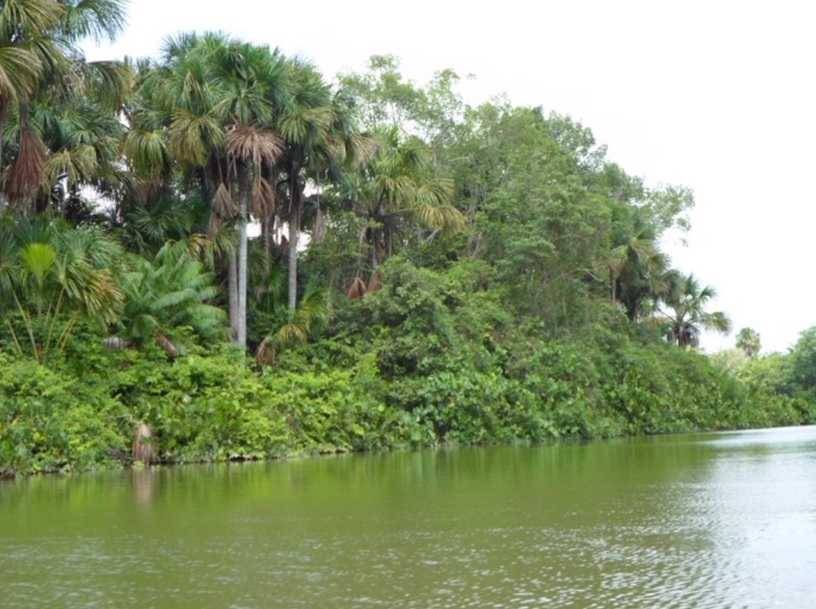
De rivier in de omgeving van Abaetetuba
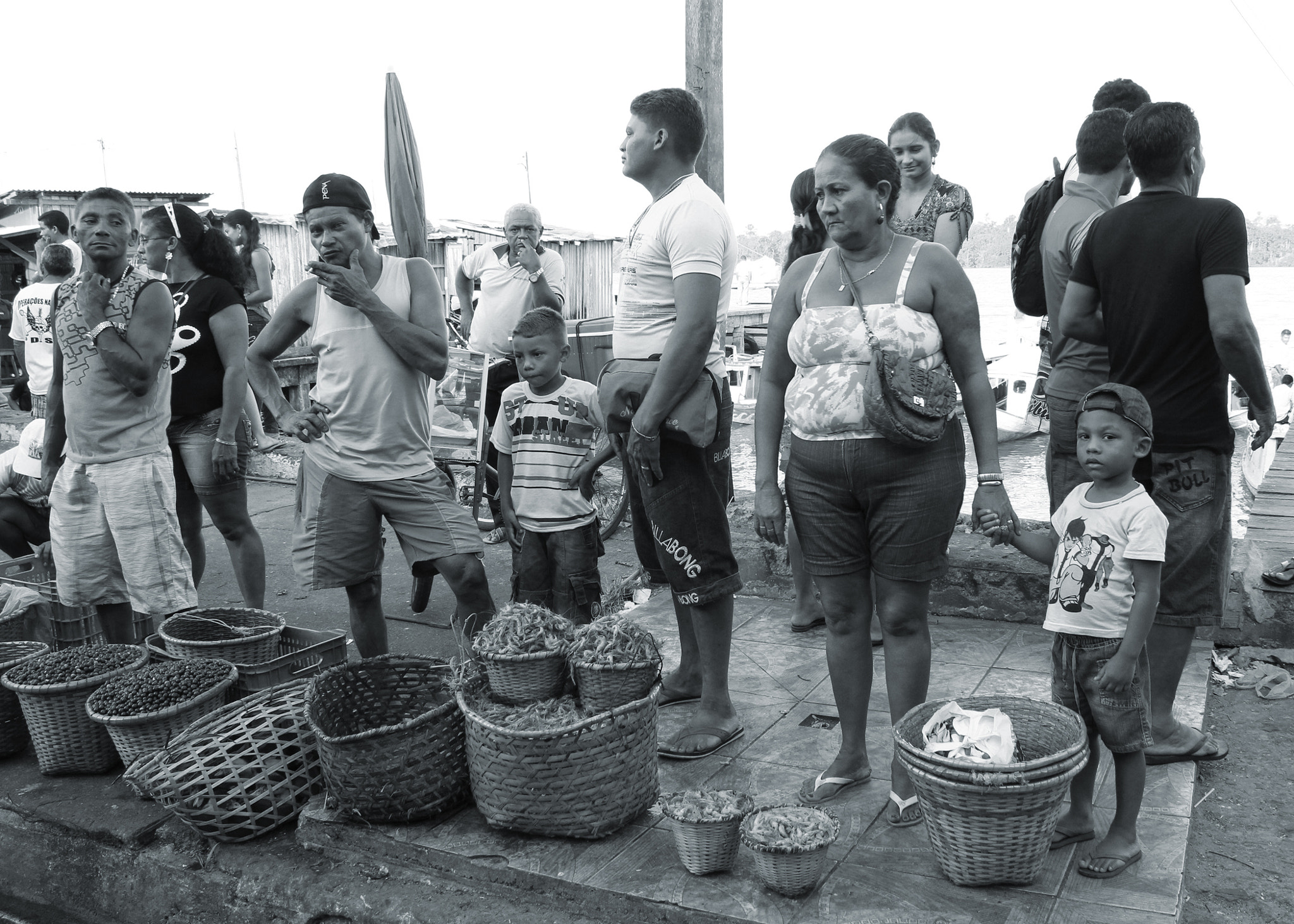
Garnalenverkopers in Abaetetuba